# 第一次白色恐怖

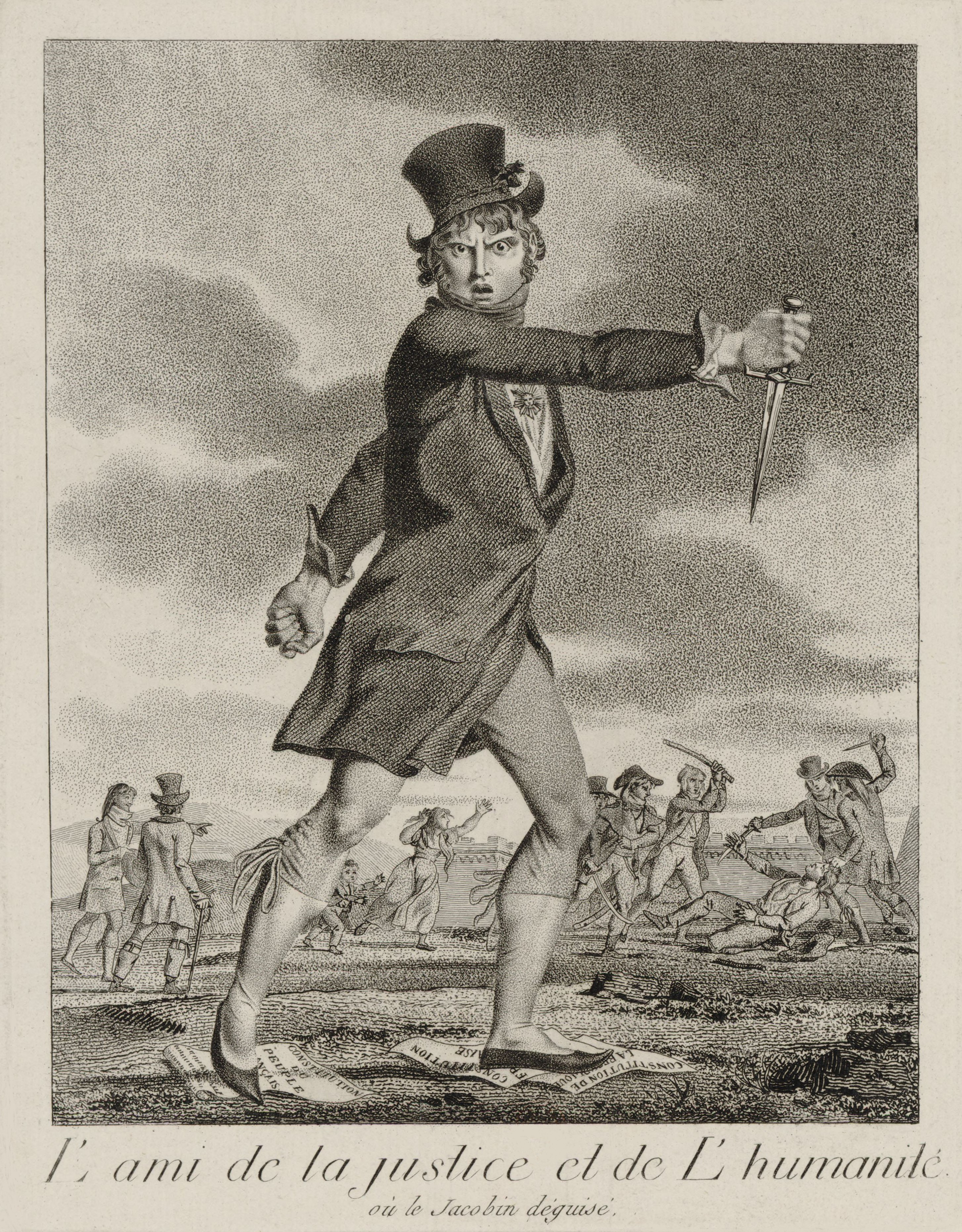
由一位未知画家创作的画作，描绘的是“太阳战友团”的一名成员，他們在法国东南部掀起了針對雅各賓黨人的白色恐怖袭击。

白色恐怖（法語：Terreur Blanche），又称第一次白色恐怖、1795年白色恐怖，是1795年法国大革命期间的一段时期，当时一波暴力浪潮袭击席卷了法国大部分地区。「白色恐怖」在法國大革命的歷史中通常指熱月政變後的1795年至1799年期間在法國南部一代由保皇黨人掀起的針對雅各賓黨人的恐怖迫害行動。暴力的受害者是被认为与恐怖统治有关的人——如马克西米连·罗伯斯庇尔和让-保尔·马拉的追随者，以及地方雅各宾俱乐部的成员。这些暴力行为主要由那些亲人或朋友在雅各賓專政的恐怖統治中成为受害者，或在热月政变前受政府及其支持者威胁到生活和生计的人所实施。在巴黎，施暴者主要是“香粉党”；而在乡村地区，主要是保皇黨人、吉伦特派的支持者、反对《教士民事组织法》的人，以及其他反对雅各宾政治议程的人。
“大恐怖”主要是一个有组织的政治行动，基于《草原法令》等法律，由革命法庭等官方机构实施；而“白色恐怖”则基本上是一系列由地方激进分子发起的无组织袭击，这些人共享共同的观点，但没有中央组织。然而，在某些地区，确实存在更为有组织的反革命运动，比如里昂的“耶稣会战友团”和普罗旺斯的“太阳战友团”。“白色恐怖”之名源自法國波旁王朝的旗幟以及保皇黨人戴在帽子上的白色鸡冠花饰。歷史上，白色恐怖曾出現過兩輪，第一次出現在熱月政變後的1795年至1799年間，主要是保皇黨人以及些許因恐怖統治而敵視雅各賓黨的其餘勢力所掀起的迫害雅各賓黨人的恐怖暴力行為；第二次出現在拿破崙垮台後的波旁王朝復辟時期，主要是復辟王朝對之前參與、支持過大革命的革命分子、共和主義者以及對支持拿破崙和他的帝國的波拿巴主義者的恐怖迫害。